# Championnat du Vietnam de football 2018
Navigation
Saison précédente Saison suivante
La saison 2018 du Championnat du Viêt Nam de football est la trente-cinquième édition du championnat de première division au Viêt Nam. Les quatorze meilleurs clubs du pays sont regroupés au sein d'une poule unique où ils s'affrontent deux fois, à domicile et à l'extérieur. En fin de saison, le dernier du classement est relégué et remplacé par le champion de V-League 2, la deuxième division vietnamienne.
À partir de cette saison le 13e dispute les barrages contre le 2e de V-League 2.
Le club de T&T Hanoi remporte le championnat cette saison après avoir terminé en tête du classement final. C'est le 4e titre de champion du Vietnam de l'histoire du club.

## Les clubs participants
- QNK Quang Nam FC
- Thanh Hóa FC
- Đà Nẵng Club
- Than Quang Ninh FC
- Sài Gòn FC
- Sông Lam Nghệ An
- Hô-Chi-Minh-Ville FC
- Sanna Khanh Hoa FC
- XSKT Can Tho FC
- Becamex Bình Dương FC
- T&T Hanoi
- Nam Dinh Football Club - Promu de V-League 2
- Hoàng Anh Gia Lai
- Xi Mang Hải Phòng FC

## Compétition
Le barème utilisé pour établir le classement est le suivant :
- Victoire : 3 points
- Match nul : 1 point
- Défaite : 0 point

### Classement
| Rang | Équipe                 | Pts | J  | G  | N  | P  | Bp | Bc | Diff |
| ---- | ---------------------- | --- | -- | -- | -- | -- | -- | -- | ---- |
| 1    | T&T Hanoi              | 64  | 26 | 20 | 4  | 2  | 72 | 30 | +42  |
| 2    | Thanh Hóa FC           | 46  | 26 | 13 | 7  | 6  | 43 | 29 | +14  |
| 3    | Sanna Khanh Hoa FC     | 43  | 26 | 11 | 10 | 5  | 33 | 27 | +6   |
| 4    | Sông Lam Nghệ An       | 42  | 26 | 8  | 10 | 8  | 36 | 36 | 0    |
| 5    | Than Quảng Ninh        | 35  | 26 | 9  | 8  | 9  | 40 | 39 | +1   |
| 6    | Xi Mang Hải Phòng      | 34  | 26 | 9  | 7  | 10 | 26 | 26 | 0    |
| 7    | Becamex Bình Dương FCC | 33  | 26 | 7  | 12 | 7  | 39 | 36 | +3   |
| 8    | Sài Gòn FC             | 31  | 26 | 9  | 4  | 13 | 36 | 40 | -4   |
| 9    | Đà Nẵng Club           | 31  | 26 | 8  | 7  | 11 | 38 | 49 | -11  |
| 10   | Hoàng Anh Gia Lai      | 31  | 26 | 8  | 7  | 11 | 41 | 53 | -12  |
| 11   | QNK Quảng NamT         | 31  | 26 | 7  | 10 | 9  | 37 | 45 | -8   |
| 12   | Hô-Chi-Minh-Ville FC   | 27  | 26 | 7  | 6  | 13 | 36 | 44 | -8   |
| 13   | Nam DinhP              | 24  | 26 | 5  | 9  | 12 | 33 | 45 | -12  |
| 14   | XSKT Can Tho FC        | 21  | 26 | 4  | 9  | 13 | 26 | 43 | -17  |

|  | Champion du Viêt-Nam 2018                                                         |
|  | Qualification pour le tour préliminaire de la Ligue des champions de l'AFC 2019   |
|  | Qualification pour la Coupe de l'AFC 2019                                         |
|  | Qualification pour les barrages                                                   |
|  | Relégation en V-League 2                                                          |
|  | T : Tenant du titre C : Vainqueur de la Coupe du Viêt Nam P : Promu de V-League 2 |

- T&T Hanoi est qualifié pour le tour préliminaire de la Ligue des champions, en cas d'élimination il sera reversé en Coupe de l'AFC. Le club est également qualifié pour le Championnat du Mékong des clubs.

## Barrages montée-relégation
| Équipe 1 | Résultat     | Équipe 2         |
| -------- | ------------ | ---------------- |
| Nam Dinh | 0-0 (5-3tab) | T&T Hanoi B (D2) |

Nam Dinh se maintient en première division.

## Bilan de la saison
| Championnat du Viêt Nam de football 2018              |                       |
| Champion                                              | T&T Hanoi (4e titre)  |
| Coupes et trophées                                    |                       |
| Vainqueur de la Coupe du Viêt Nam 2018                | Becamex Bình Dương FC |
| Qualifications continentales                          |                       |
| Ligue des champions de l'AFC 2019 (tour préliminaire) | T&T Hanoi             |
| Coupe de l'AFC 2019                                   | Becamex Bình Dương FC |
| Championnat du Mékong des clubs 2019                  | T&T Hanoi             |
| Promotions et relégations                             |                       |
| Promus en V-League                                    | Cong Viettel FC       |
| Relégués en V-League 2                                | XSKT Can Tho FC       |